# Omladina, Tjeckien
Omladina var ett hemligt tjeckiskt brödraskap av unga arbetare och studenter med nationell, radikal och socialistisk karaktär. I en högförräderiprocess i Prag 1894 ställdes 76 av medlemmar inför rätta och större delen dömdes till frihetsstraff. Omladina upplöstes efter rättegången..